# Smermesnil
Smermesnil é uma comuna francesa na região administrativa da Normandia, no departamento de Sena Marítimo. Estende-se por uma área de 12,82 km². Em 2010 a comuna tinha 408 habitantes (densidade: 31,8 hab./km²).